# 1QIsaa

Cały zwój

1QIsaa (znany również jako Wielki Zwój Izajasza) – jeden z siedmiu zwojów znad Morza Martwego odkrytych w Kumran w 1947 roku. Jest to rękopis spisany na pergaminie pochodzący z około 125 roku p.n.e., co sprawia, że jest to również jeden z najstarszych rękopisów z Qumran.

## Opis
1QIsaa jest największym i zarazem jednym z najlepiej zachowanych zwojów spośród wszystkich rękopisów biblijnych. Jest również jedynym prawie kompletnym zwojem z Qumran. Zwój ten składa się z 17 arkuszy pergaminu co daje łączną długość 734 cm przy szerokości sięgającej do 28 cm. Zawiera wszystkie 66 rozdziałów biblijnej Księgi Izajasza spisanych w 54 kolumnach po 31 linijek na kolumnę i do około 50 liter na linijkę. Zwój ten jest o tysiąc lat starszy niż najstarsze rękopisy Biblii hebrajskiej znane przed odkryciem w Qumran.
Wersja tekstu generalnie jest zgodna z tekstem masoreckim oraz uważanym za wzorcowy tekstem Kodeksu z Aleppo. Zawiera jednak wiele wariantów tekstowych, przykładów alternatywnej pisowni, błędów kopisty oraz poprawek. Różnice te nie mają znaczenia dla przekazu tekstu gdyż dotyczą zmian w pisowni i wymowie jakie zachodziły na przestrzeni wieków. W odróżnieniu od większości biblijnych rękopisów z Qumran wykazuje wyjątkowo pełny zakres ortografii ukazując obowiązujący tekst hebrajski w okresie Drugiej Świątyni.

## Historia zwoju

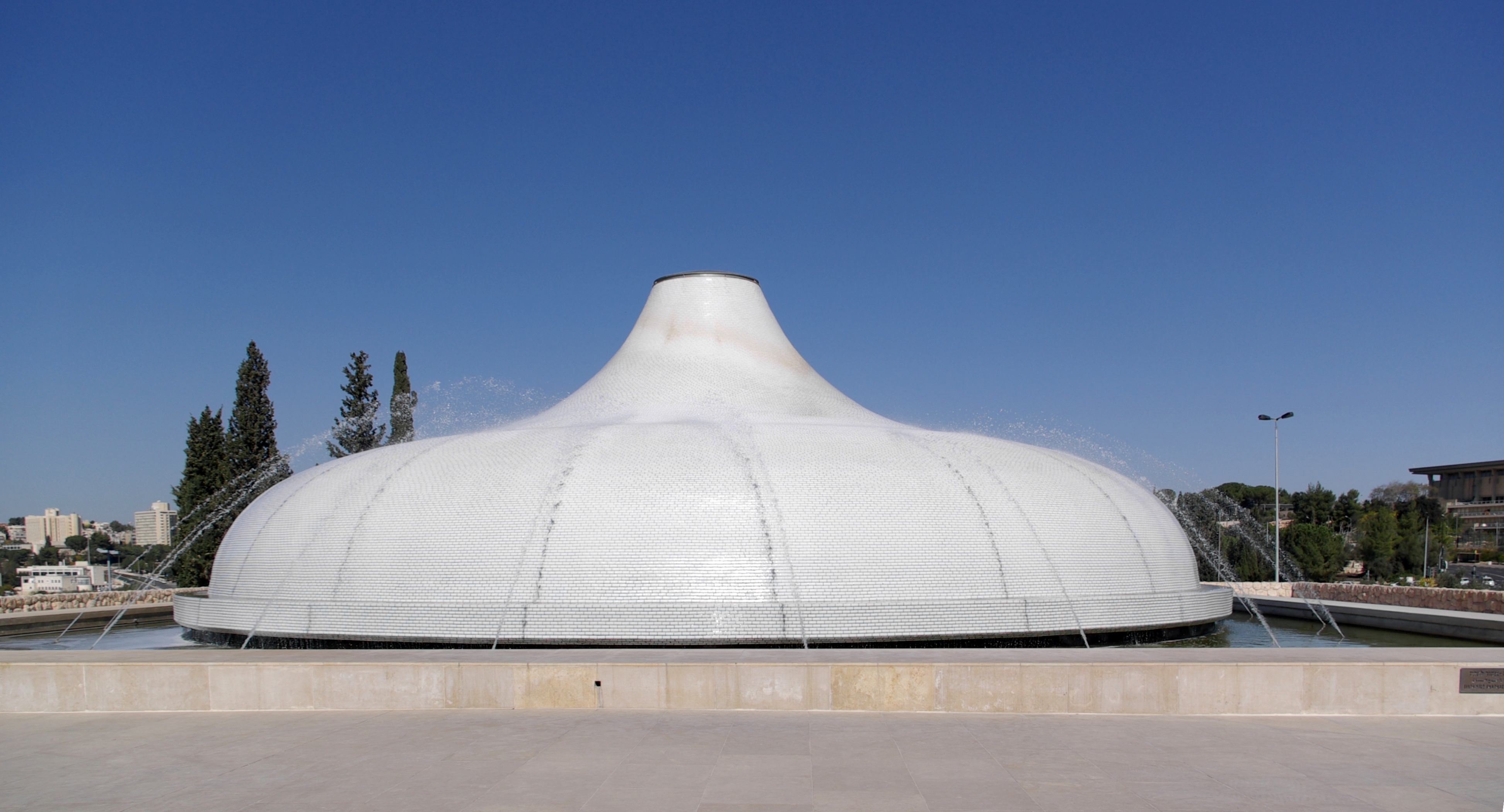
Sanktuarium Księgi – miejsce przechowywania Wielkiego Zwoju Izajasza

Zwój Izajasza wraz z Kodeksem Gminnym, komentarzem Habakuka oraz Apokryfami Genesis został sprzedany przez Beduinów będącemu członkiem Kościoła syryjskiego handlarzowi antyków z Betlejem. Ten sprzedał zwoje Anastazemu Samuelowi, metropolicie syryjskiego Kościoła prawosławnego, rezydującemu we Wschodniej Jerozolimie w syryjskim monasterze św. Marka. Samuel drogą lotniczą wywiózł je do Stanów Zjednoczonych z nadzieją na sprzedaż. Po pięciu latach, nie znalazłszy kupca, opublikował 1 czerwca 1954 roku ogłoszenie w The Wall Street Journal, w którym oferował sprzedaż czterech zwojów znad Morza Martwego. Na to ogłoszenie, ktoś zwrócił uwagę Jigaelowi Jadinowi. W końcu zwój Izajasza wraz z trzema innymi dzięki pomocy handlarzy został zakupiony przez izraelskiego archeologa Jigaela Jadina za sumę 250 000 dolarów w 1954 roku, który przywiózł go z powrotem do Izraela. Podobnie jak ponad 200 innych fragmentów zwojów znad Morza Martwego zwój ten, znajduje się teraz w Jerozolimie w Sanktuarium Księgi należącym do Muzeum Izraela (HU 95.57/27).
W Qumran znaleziono również około 20 innych rękopisów Księgi Izajasza, jeden został też znaleziony dalej na południe od Qumran w jaskini Wadi Muraba'at. Znaleziono także sześć peszarim (hebr. ‏פשר‎, interpretacje, komentarze) tej księgi. Pozwoliło to na odtworzenie pełnego tekstu Księgi Izajasza przekazywanego w II wieku p.n.e. I tak przykładowo wersety Iz 2,9b.10 nieobecne w zwoju 1QIsaa zostały uzupełnione na podstawie zwojów znalezionych w grocie 4: 4QIsaa, 4QIsab.
Księga Izajasza jest także często cytowana w innych zwojach zarówno literackich jak i religijnych włączając w to również Nowy Testament. Jest ona również zgodna z oczekiwaniami mesjańskich wierzeń społeczności żyjącej w Qumran, gdyż Księga Izajasza znana jest z przepowiedni dotyczących wyroku Boga oraz pocieszenia, a także wizji końca dni i przyjścia Królestwa Bożego.